# Karl-Heinz Rummenigge
Karl-Heinz Rummenigge (Lippstadt, 1955. szeptember 25. –) német labdarúgó, edző, 2002 óta az FC Bayern München elnöke. Beceneve: Kalle.

## Pályafutása

### Klubcsapatokban

#### A Bayern Münchenben
Pályafutását a Borussia Lippstadtban kezdte. Amikor Karl-Heinz Rummenigge 1974-ben, 18 éves korában, a Bayern München csapatához szerződött, a csapat már sorozatban háromszor nyert bajnoki címet. Rumeniggének sikerült beilleszkednie.
Rendkívül gólerős csatár volt. Átlagosan minden második meccsén eredményes volt (310 mérkőzésen 162 gól). Egyedül Gerd Müller volt nála eredményesebb.
A Bayernnel töltött évei alatt számos egyéni elismerést szerzett
- háromszor (1980, 1981, 1984) volt gólkirály a bajnokságban,
- Az év német labdarúgója (1980),
- Aranylabda (1980, 1981)
- Klubcsapatával nyert Bajnokcsapatok Európa kupáját (1975, 1976), Interkontinentális kupát (1976), német kupát (1982, 1984) és bajnoki címet (1980, 1981).

#### Az Internazionale-nál
1984-ben a Bayern Münchentől a milánói Internazionale csapatához szerződött, akkoriban rekordnak számító 6 millió eurónak megfelelő összegért.

#### A Servette-nél
- Játékospályafutása végén, 1987 és 1989 között Genfben játszott a Servette FC csapatánál.

1991-ben visszatért a Bayernhez, miután a klub kicsit se sikeresnek nevezhető szezont produkált. Kalle visszaterelte a csapatot a sikerek útjára Hoeness-szel és Beckenbauerrel. Tudása nemcsak a pályán vált a Bayern hasznára.

### A nyugatnémet válogatottban
- A válogatottal 1980-ban Európa-bajnoki címet nyert.

### Sportvezetőként
- Ő a G-14 csoport elnökhelyettese.
- Franz Beckenbauer utódjaként 2002 óta az FC Bayern München vezetője.

## Külső hivatkozások
- Karl-Heinz Rummenigge @ FCB.de
- Karl-Heinz Rummenigge @ soccer-europe.com
- Autograph Karl-Heinz Rummenigge